# لائيغيرا
بلدية لائيغيرا (بالإسبانية: Lahiguera) هي بلدية تقع في مقاطعة خاين التابعة لمنطقة أندلوسيا جنوب إسبانيا.

## الديموغرافيا
بلغ عدد سكان بلدية لائيغيرا 1.878 نسمة عام 2011 (وفقاً للمعهد الوطني للإحصاء الإسباني).
| 1.919 | 1.937 | 1.849 | 1.890 | 1.884 | 1.886 | 1.878 |